# Equipe Nacional Chinesa Feminina de críquete

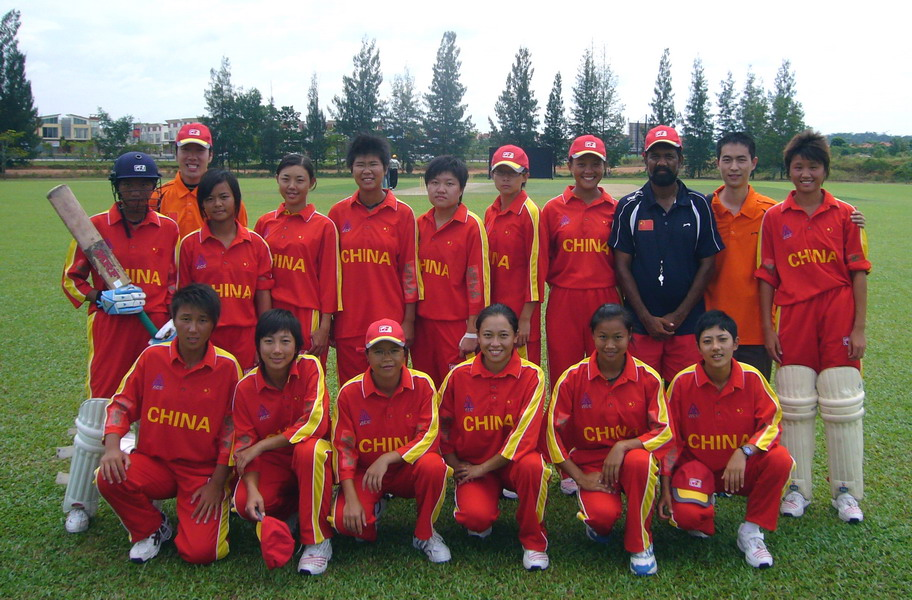
Elenco de 2007 da equipe

A equipe chinesa de críquete feminino é a equipe que representa a República Popular da China em partidas internacionais de críquete feminino em competições esportivas da categoria. 
A primeira vez que as jogadoras de críquete chinesas estrearam internacionalmente foi em setembro de 2006, em um jogo do Sixes contra a Escócia, em Xangai, perdendo por 59 corridas. .  No entanto, o lado não foi reconhecido pela Associação Chinesa de Críquete como o time oficial.     
A equipe nacional chinesa de mulheres foi iniciada em maio de 2007.     Após a Final do Torneio Nacional de Críquete, um total de 21 meninas de 19 equipes escolares foram reunidas em Shenzhen e foram submetidas a um pesado treinamento centralizado antes de uma equipe final de 14 ser enviada para Bangcoc para o Torneio Feminino da ACC em 2007. A equipe se torna um semi-finalista neste ano.     

## Recordes e Estatísticas
Resumo da Partida Internacional   - China Mulher 
Última atualização 22 de setembro de 2019
| Reproduzindo Registro   |    |   |    |     |     |                       |
| Formato                 | M  | W | eu | T   | NR  | Partida Inaugural     |
| Twenty20 Internationals | 16 | 8 | 8  | 0 0 | 0 0 | 3 de novembro de 2018 |

### Twenty20 International
- Total de equipes com pontuações mais altas: 132/6 v Coreia do Sul, 20 de setembro de 2019 em Yeonhui Cricket Ground, Incheon [2]
- Maior pontuação individual: 55, Zhang Chan x Coréia do Sul, 3 de novembro de 2018 em Yeonhui Cricket Ground, Incheon [3]
- Melhores números de boliche individuais: 4/7, Wu Juan x Coréia do Sul, 20 de setembro de 2019 em Yeonhui Cricket Ground, Incheon [4]

Registro T20I de recordes versus outras nações 
Registros completos para WT20I # 767. Última atualização 22 de setembro de 2019.
| Oponente                                 | M   | W   | eu  | T   | NR  | Primeira partida       | Primeira vitória       |
| ---------------------------------------- | --- | --- | --- | --- | --- | ---------------------- | ---------------------- |
| vs Membros Associados                    |     |     |     |     |     |                        |                        |
| v ligação=\|borda Hong Kong              | 3   | 2   | 1 1 | 0 0 | 0 0 | 19 fevereiro 2019      | 19 fevereiro 2019      |
| v ligação=\|borda Japão                  | 1 1 | 1 1 | 0 0 | 0 0 | 0 0 | 21 de setembro de 2019 | 21 de setembro de 2019 |
| v ligação=\|borda Kuwait                 | 1 1 | 1 1 | 0 0 | 0 0 | 0 0 | 21 fevereiro 2019      | 21 fevereiro 2019      |
| v ligação=\|borda Malásia                | 2   | 1 1 | 1 1 | 0 0 | 0 0 | 16 de janeiro de 2019  | 22 fevereiro 2019      |
| v ligação=\| Nepal                       | 2   | 0 0 | 2   | 0 0 | 0 0 | 12 de janeiro de 2019  |                        |
| v ligação=\|borda Coréia do Sul          | 4   | 3   | 1 1 | 0 0 | 0 0 | 3 de novembro de 2018  | 3 de novembro de 2018  |
| v ligação=\|borda Tailândia              | 1 1 | 0 0 | 1 1 | 0 0 | 0 0 | 18 fevereiro 2019      |                        |
| v ligação=\|borda Estados Arábios Unidos | 2   | 0 0 | 2   | 0 0 | 0 0 | 12 de janeiro de 2019  |                        |

## Equipe atual
- Huang Zhuo ( c )
- Caiyun Zhao
- Chai Yudian ( sem )
- Han Lili
- Li Yingying
- Liu Jie
- Reziye
- Song Yang Yang
- Sun Meng Yao
- Tian Qi
- Wang Meng
- Wu Juan
- Xiang Ruan
- Zhao Ning